# David Gropman
David Lloyd Gropman (* 16. Juni 1952 in Los Angeles, Kalifornien) ist ein US-amerikanischer Szenenbildner, der zweimal für einen Oscar nominiert wurde.

## Leben und Karriere
Sein erstes Engagement beim Film hatte Gropman bei der Komödie Komm’ zurück, Jimmy Dean von Robert Altman. Im Jahr 1999 war er als Dekorateur für Gottes Werk & Teufels Beitrag zuständig und erhielt gemeinsam mit Beth A. Rubino bei der Oscarverleihung 2000 eine Nominierung für das beste Szenenbild. Für seine Arbeit an dem Szenenbild für Life of Pi: Schiffbruch mit Tiger erhielt er 2013 in der gleichen Kategorie mit Anna Pinnock eine Oscar-Nominierung bei der 85. Oscarverleihung.

## Filmografie (Auswahl)
- 1982: Komm’ zurück, Jimmy Dean (Come Back to the Five and Dime, Jimmy Dean, Jimmy Dean)
- 1985: Der Waschsalon (The Laundromat, Fernsehfilm)
- 1985: Black Cats
- 1986: Home of the Brave: A Film by Laurie Anderson (Dokumentarfilm)
- 1986: Die letzten Tage von Frank und Jesse James (The Last Days of Frank and Jesse James, Fernsehfilm)
- 1987: The Comedy of Errors (Fernsehfilm)
- 1988: Der letzte Outlaw (Miles from Home)
- 1990: Mr. & Mrs. Bridge
- 1990: Ein verrückt genialer Coup (Quick Change)
- 1991: Ein charmantes Ekel (Once Around)
- 1992: Von Mäusen und Menschen (Of Mice and Men)
- 1994: Nobody’s Fool – Auf Dauer unwiderstehlich (Nobody’s Fool)
- 1995: Dem Himmel so nah (A Walk in the Clouds)
- 1996: Marvins Töchter (Marvin’s Room)
- 1998: Zivilprozess (A Civil Action)
- 1998: Im Zwielicht (Twilight)
- 1999: Gottes Werk & Teufels Beitrag (The Cider House Rules)
- 2000: Center Stage
- 2001: Schiffsmeldungen (The Shipping News)
- 2003: Der menschliche Makel (The Human Stain)
- 2005: Casanova
- 2005: Ein ungezähmtes Leben (An Unfinished Life)
- 2006: Little Children
- 2007: Hairspray
- 2008: Glaubensfrage (Doubt)
- 2009: Old Dogs – Daddy oder Deal (Old Dogs)
- 2009: Taking Woodstock
- 2010: Date Night – Gangster für eine Nacht (Date Night)
- 2012: Life of Pi: Schiffbruch mit Tiger (Life of Pi)
- 2013: Im August in Osage County (August: Osage County)
- 2014: Madame Mallory und der Duft von Curry (The Hundred-Foot Journey)
- 2015: Im Rausch der Sterne (Burnt)
- 2016: Fences